# Archivum Historicum Societatis Iesu
«Істори́́чний архі́в Товари́ства Ісу́са» (лат. Archivum Historicum Societatis Iesu; AHSI) — науковий рецензований журнал. Присвячений дослідженням в галузі історії Ордену єзуїтів. Виходить двічі на рік. Публікується з 1932 року в Римі, Інститутом історії Товариства Ісуса. Видає статті, дослідницькі нотатки, рецензії книг, бібліографічні списки, новини з єзуїтської історії тощо.